# Efeito solo
Vídeo: efeito solo agindo 
sobre um helicóptero.
Efeito solo - é um efeito aerodinâmico onde o escoamento de ar ao redor de um corpo é interrompido pelo solo.

## Em aeronaves
Aeronaves conseguem uma maior força de sustentação para um mesmo ângulo de ataque (havendo contudo uma redução na força máxima de sustentação), e também melhor eficiência voando perto do solo e são afetados principalmente quando decolam ou aterrissam. Isto faz com que a aeronave suba subitamente – esse efeito é conhecido como "balloon". O porquê deste fenômeno ainda está em debate. Uma das razões aceitas atualmente é que este efeito é causado por um colchão de ar comprimido entre as asas e o chão. 
Entretanto, testes em túneis de vento indicaram que enquanto este efeito está presente, o efeito solo é quase unicamente devido à interrupção da formação dos vórtices de ponta de asa. Estes vórtices destroem uma grande quantidade da força de sustentação gerada pela asa, e os eliminando consegue-se aumentar a eficiência da asa. Com base nisto foram desenvolvidos algumas aeronaves que operam próximas ao solo e não conseguem sustentar vôo a mais do que alguns metros de altura. O ecranoplano é um destes exemplos.

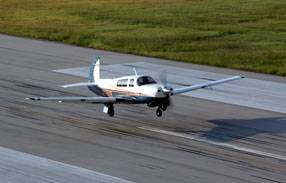
Efeito solo atuando sobre um avião no momento do pouso.
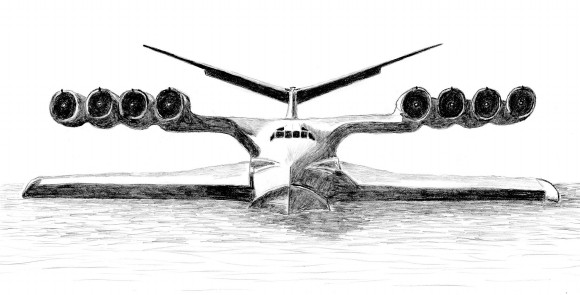
Ecranoplano Lun/KM.

## No automobilismo

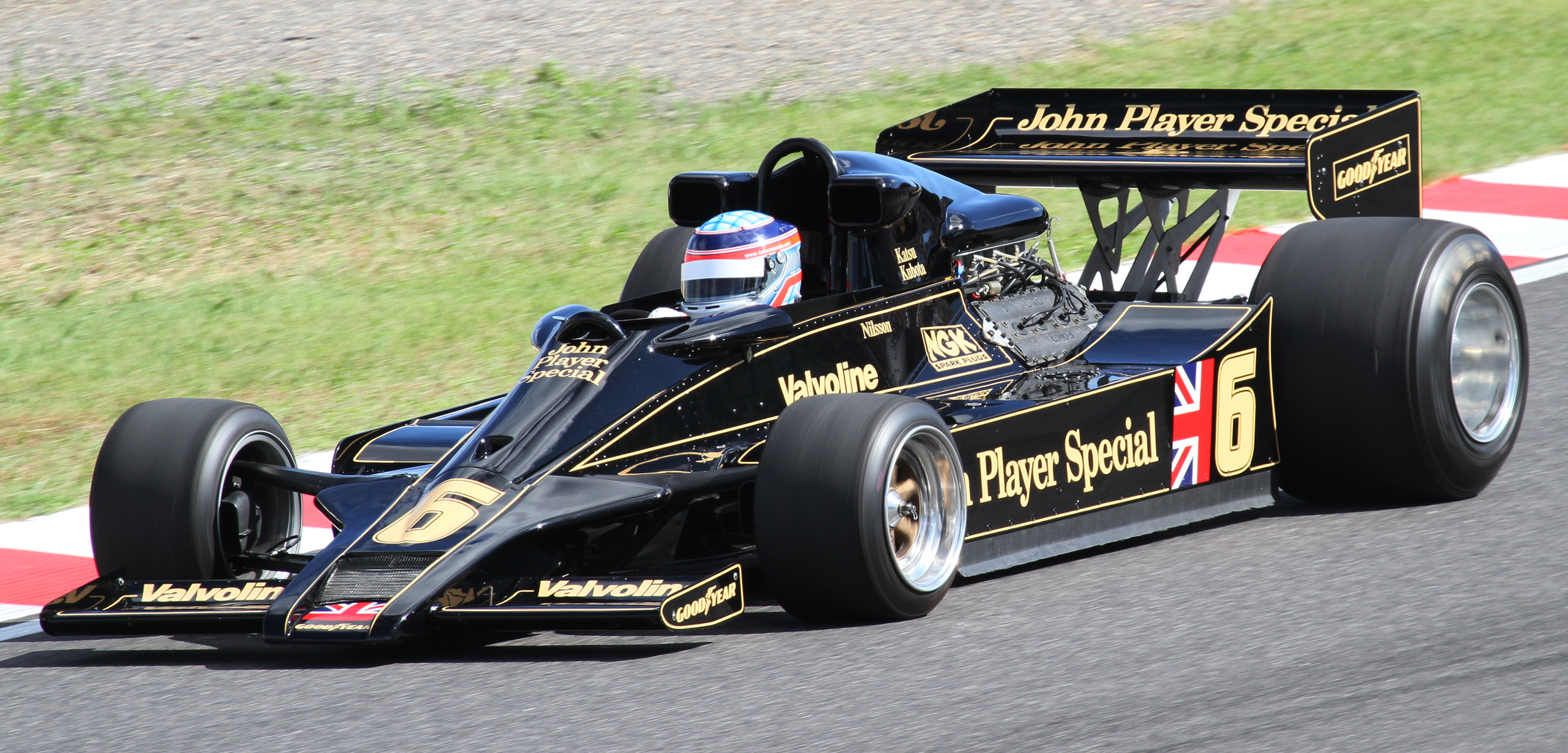
Lotus 78 com saias e difusor para criar efeito de solo.

Em carros de corrida o objetivo do projeto é aumentar a sustentação no sentido do solo e não para cima, conseguindo assim maiores velocidades nas curvas. A ideia básica neste caso é criar uma região de baixa pressão abaixo do carro. É utilizado na Fórmula Indy e voltará a ser utilizado na F1 em 2022.
Para entender melhor o que ocorre vamos admitir que o escoamento potencial (traçado pelas linhas de corrente) não apresenta viscosidade nas regiões de contorno. Podemos observar que nas seções mais próximas do solo, onde o ar tem menos espaço para se mover, as linhas de corrente se aproximam umas das outras, como mostra a figura 3. Admitindo que o escoamento é invicido potencial, a massa se conserva e assumindo que o ar é um fluido incompressível (válido para Mach menor que 0,3), a velocidade nas regiões próximas ao solo deve aumentar. Seguindo o princípio de Bernoulli, a pressão nas regiões próximas ao solo deve diminuir, já que a velocidade está aumentando.
Para um fólio simétrico livre no ar, desde que a distribuição de velocidades seja simétrica, não existe sustentação, pois a distribuição de pressão de cima do fólio é igual à de baixo. Se o mesmo fólio se aproximar de uma superfície (como o solo), vai existir uma maior concentração das linhas de corrente na parte inferior do que na superior, o que caracteriza maiores velocidades. Graças a esse efeito de Venturi na parte de baixo, o corpo produz "downforce" (força de sustentação negativa).

## Arrasto induzido
Ao ar livre, o arrasto de uma asa de perfil simétrico é devido à viscosidade superficial e possíveis regiões de descolamento do fluido. Uma superfície produzindo sustentação produz arrasto induzido.
O arrasto induzido é resultado da energia cinética gasta na produção de vórtices. Estes vórtices são gerados devido a diferença de pressão entre a parte superior e inferior do fólio. O solo ajuda a destruir estes vórtices, o que diminui o arrasto induzido e melhora a sustentação.
Em alguns casos, como competições de carros solares, onde a potência disponível é bastante limitada, o arrasto induzido é indesejável, portanto são tomadas medidas para evitar a geração de vórtices de ferradura. Isto é feito colocando-se uma pequena cambagem no perfil do carro. Com esta cambagem o carro iria ter sustentação como se estivesse em regiões longe do solo, mas ela é feita de forma a se igualar as pressões superiores e inferiores próximas ao solo, o que evita a formação de vórtices. Isto também pode ser feito variando-se o ângulo de ataque, mas não sem aumentar a força de arrasto.